# Pluton żandarmerii Bielsko
Pluton żandarmerii Bielsko (plut. żand. Bielsko n/Śl.) – pododdział żandarmerii Wojska Polskiego.

## Historia plutonu
Pluton żandarmerii Bielsko był organicznym pododdziałem 5 Dywizjonu Żandarmerii. Stacjonował w garnizonie Bielsko.
Z dniem 15 stycznia 1930 weszła w życie organizacja żandarmerii na stopie pokojowej zgodnie, z którą plut. żand. Bielsko zaliczony został do typu III. Skład osobowy plutonu żand. typu III stanowił jeden oficer młodszy (kapitan lub porucznik), 12 szeregowych zawodowych i 12 szeregowych niezawodowych oraz jeden niższy funkcjonariusz (goniec) i dwa konie pociągowe. Ponadto do składu osobowego był przydzielony jeden woźnica z batalionu administracyjnego. Dowódca plutonu był organem śledczym, kierownikiem służby fachowej i wyszkolenia żandarmskiego szeregowych plutonu. W stosunku do podwładnych posiadał uprawnienia dowódcy kompanii.
1 października 1938 dowódcy plutonu podlegał:
- posterunek żandarmerii Nowy Sącz,
- posterunek żandarmerii Zakopane,
- posterunek żandarmerii Cieszyn[6][a].

13 lipca 1939 dowódcy plutonu podlegał:
- posterunek żandarmerii Oświęcim,
- posterunek żandarmerii Wadowice,
- posterunek żandarmerii Cieszyn[9][b].

Pluton żandarmerii Bielsko był jednostką mobilizującą w odniesieniu do mobilizacji szeregowych, koni i środków przewozowych, natomiast pod względem mobilizacji materiałowej przynależał do 3 pułku strzelców podhalańskich w Bielsku. Zgodnie z uzupełnionym planem mobilizacyjnym „W” dowódca plutonu był odpowiedzialny za przygotowanie i przeprowadzenie mobilizacji:
- plutonu pieszego żandarmerii nr 21,
- plutonu krajowego żandarmerii „Bielsko”[12][c].

Oba plutony były mobilizowane w mobilizacji niejawnej, w grupie jednostek oznaczonych kolorem żółtym. Nadwyżki personalne i materiałowe plut. żand. Bielsko przekazywał do 5 dżand., natomiast nadwyżki koni i środków przewozowych do 3 psp W czasie wojny jednostką ewidencyjną dla wszystkich jednostek żandarmerii był Ośrodek Zapasowy Żandarmerii „Staszów”.

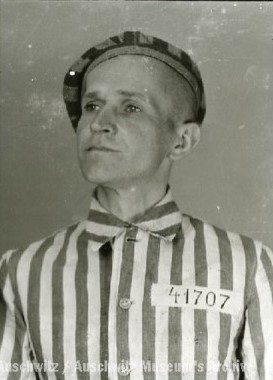
Kpt. Zenon Kazimierz Wysocki

23 sierpnia 1939 zarządzona została mobilizacja wszystkich jednostek kolorowych (alarmowych) na obszarze Okręgu Korpusu Nr V, a jej początek został wyznaczony na godz. 6.00 24 sierpnia. 25 sierpnia mobilizacja obu plutonów została zakończona. Pluton pieszy żandarmerii nr 21 pod dowództwem kpt. żand. Zenona Kazimierza Wysockiego wszedł w skład 21 Dywizji Piechoty Górskiej, natomiast pluton krajowy żandarmerii „Bielsko” został podporządkowany dowódcy Okręgu Korpusu Nr V.

## Dowódcy plutonu
- por. żand. Stefan Besz[e] (1923–1924)[21]
- kpt. żand. Aleksander Józef Czanerle[f] (od IX 1933[1]
- kpt. żand. Zenon Kazimierz Wysocki[g] (12 XI 1937[8] – 17 IX 1939 ranny[23])